# Procephaleus bulbosa
Procephaleus bulbosa är en insektsart som beskrevs av Evans 1936. Procephaleus bulbosa ingår i släktet Procephaleus och familjen dvärgstritar. Inga underarter finns listade i Catalogue of Life.